# Fé e Alegria
O Movimento Internacional de Educação Popular Integral e Promoção Social Fé e Alegria é uma federação de organizações locais que oferece oportunidades de estudo aos setores mais pobres da sociedade, além de coordenar processos de formação a professores e gerir um sistema de rádio educativa em 21 países. Fundada na Venezuela e atuando a partir de seu escritório principal em Bogotá, Colômbia, Fé e Alegria avança em continuar com a tradição da educação de corte jesuíta sob uma junta diretiva internacional.

## Missão

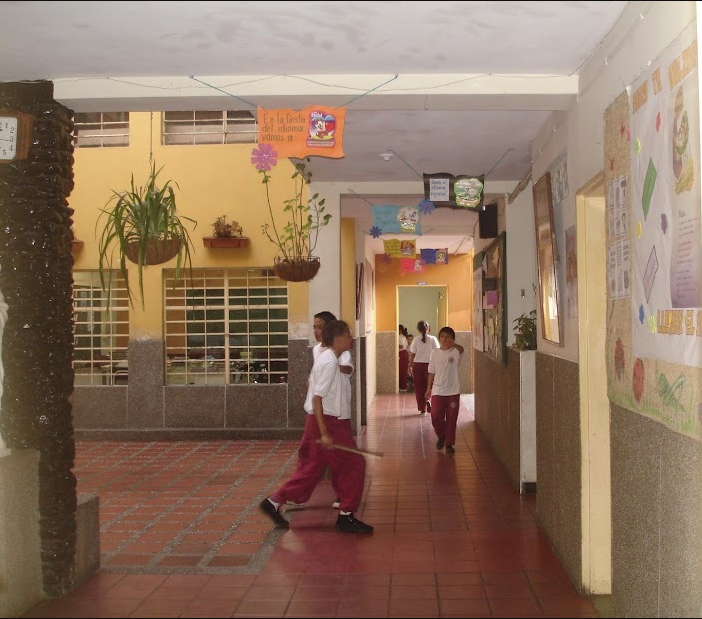
Foto de uma das sedes de Fé e Alegria

Fé e Alegria promove apoio às escolas desde o nível primário até o ensino superior, incluindo a formação profissional em populações pobres e marginalizadas. Além disto, oferecem formação aos professores e oportunidades para que os adultos completem sua educação através do ensino à distância. Também promovem a integração de crianças com deficiência no sistema educacional e organizam campanhas para aumentar o apoio à educação pública. Além do ênfase na formação, seus programas costumam incluir alimentação de baixo custo, educação sexual para evitar a gravidez na adolescência, cursos de verão e programas de recreação.

## Rede
Funciona em forma de rede, na qual participam rádios comunitárias, escolas locais, voluntários e a organização do movimento.
Infraestrutura em 2005:
- Emissoras de rádio: 53
- Unidades escolares: 1.092
- Centros de educação à distância: 703
- Centros de educação alternativa e serviços: 876
- Total de unidades de serviço: 2.724

As unidades de serviço trabalham agrupadas em 1.510 pontos de atenção, onde trabalham 38.318 pessoas, sendo 97% laicos e o restante, membros de congregações religiosas, mais um número indeterminado de colaboradores voluntários.
Tem impactado a vida de 920.475 alunos registrados e participantes. Muitos tomaram diversos cursos, o que eleva a matrícula a um total de 1.259.541 pessoas beneficiadas.

## História

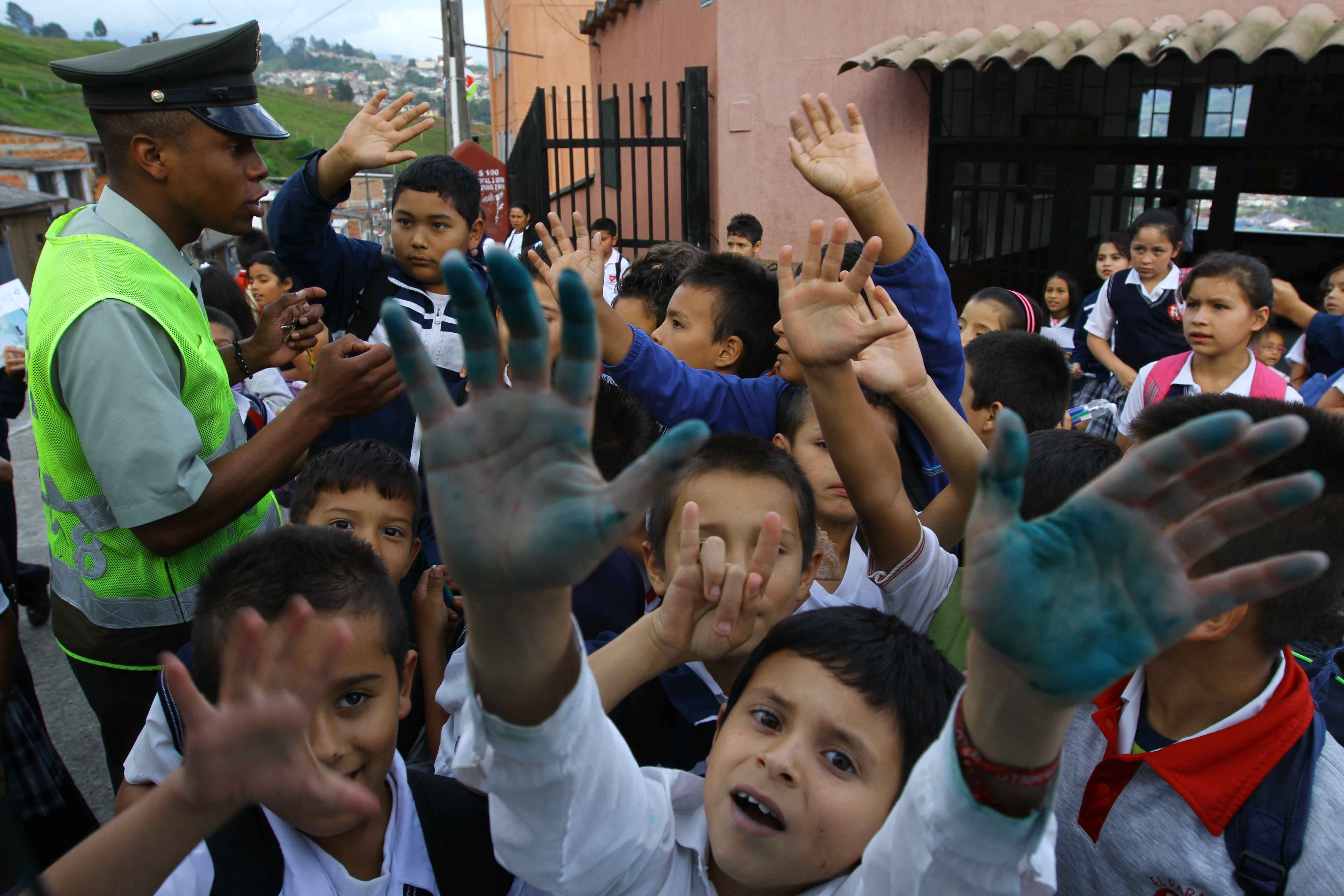
Estudantes do Colégio Fé e Alegria. Manizales, Colômbia.

José María Vélaz é o fundador do Fé e Alegria, nasceu no Chile, onde viveu até os dez anos. Esse tempo marcou profundamente a sua vida.
Ao longo de sua formação, estudou em colégios da Companhia de Jesus, onde continuou sua preparação até se tornar membro jesuíta. Em 1946, foi enviado a Venezuela, um país então marcado pelas desigualdades e o analfabetismo; o padre Vélaz sonhou com uma rede de escolas nos lugares mais esquecidos desse país, sua motivação o levou a procurar apoio de alguns jovens universitários e iniciou seu trabalho com as comunidades em 1950. Os colaboradores iam com Fé e regressavam com Alegria, e por isso, chamaram esse trabalho educativo de Fé e Alegria.
Em 5 de março de 1955, abriu-se em Caracas a primeira escola Fé e Alegria, num bairro popular no oeste da cidade, graças ao apoio de Abraham Reyes.

Em 1985, foi aberto um escritório na Espanha para atuar como uma plataforma de apoio aos países latino-americanos e difundir o Movimento na Europa.
Em 1999, redefine sua missão para assumir tarefas de cooperação ao desenvolvimento, estabelecendo assim a Fundação Entreculturas-Fé e Alegria.

## Localizações
Cerca de um milhão de estudantes está inscrito em mais de mil campi, e ao todo estima-se que há mais de 38.000 trabalhadores (além dos voluntários) que aprimoram seu trabalho através dos conteúdos transmitidos nas cinquenta estações de rádio da federação. As organizações nacionais e seus anos de fundação são:
| País                 | Ano  | Referência | Região         |
| -------------------- | ---- | ---------- | -------------- |
| Argentina            | 1996 | [ 12 ]     | América Latina |
| Bolívia              | 1966 | [ 13 ]     | América Latina |
| Brasil               | 1980 |            | América Latina |
| Chade                | 2007 | [ 10 ]     | África         |
| Chile                | 2005 |            | América Latina |
| Colômbia             | 1971 | [ 14 ]     | América Latina |
| República Dominicana | 1991 | [ 15 ]     | América Latina |
| Equador              | 1964 | [ 16 ]     | América Latina |
| El Salvador          | 1968 |            | América Latina |
| Guatemala            | 1976 |            | América Latina |
| Haiti                | 2006 |            | América Latina |
| Honduras             | 2000 |            | América Latina |
| Itália               | 2001 |            | Europa         |
| Madagascar           |      |            | África         |
| Nicarágua            | 1974 |            | América Latina |
| Panamá               | 1965 |            | América Latina |
| Paraguai             | 1992 |            | América Latina |
| Peru                 | 1976 | [ 17 ]     | América Latina |
| Espanha              | 1985 |            | Europa         |
| Uruguai              | 2004 |            | América Latina |
| Venezuela            | 1955 |            | América Latina |

- Este artigo foi inicialmente traduzido, total ou parcialmente, do artigo da Wikipédia em castelhano cujo título é «Fe y Alegría».

## América Latina
Fé e Alegria nasceu na Venezuela em 1955, e nove anos depois, em 1964, já tinha 10 mil alunos na Venezuela e o aprendizado com a experiência permitiu replicar o modelo em outros países. Em cerca de dois anos,Equador, Panamá, Peru, Bolívia, Centro América e Colômbia somar-se-iam à aventura. De ali em diante, a experiência continuaria crescendo e multiplicando as esperanças nos recantos mais esquecidos e distantes da América. Dali, surgiu uma das frases mais célebres do Movimento: “Fé e Alegria começa onde termina o asfalto, onde não goteja a água potável, onde a cidade perde seu nome”. Seu nome se deve ao relato de que o padre José María Vélaz quando subia ao teleférico ia com fé e voltava com alegria.
Em 2002, foi lançado o Instituto Radiofônico de Fé e Alegria do Peru para transmissão de material educativo no país.

## Europa
A experiência de Fé e Alegria estendeu-se não só para outros países da América Latina, como também chegou à Europa, especificamente na Espanha, com a Fundação Entreculturas, e na Itália, ainda que a forma de trabalhar e contribuir à missão é particular.

## África
Fé e Alegria se estendeu ao continente africano em 2007, no Chade, com uma rede rural de escolas na região do Guéra, cuja população é maioritariamente muçulmana; nasce com o apoio das autoridades educacionais do Estado chadiano. Mais tarde, o Movimento chegou a Madagáscar em 2013 e à República Democrática do Congo no ano seguinte.
O primeiro Congresso Internacional de Fé e Alegria África, celebrado em janeiro de 2016 em Jamena, foi uma oportunidade para divulgar a missão e visão do Movimento à grande família jesuíta do continente africano, e incentivar outros países, como tem sido o caso de Guiné, Zimbabwe, Moçambique e Quénia.